# Aldo Checchetti
Cesare Aldo Checchetti (Cologna Veneta, 28 aprile 1922 – ...) è stato un calciatore italiano, di ruolo attaccante.

## Carriera
Cresciuto calcisticamente nel Verona, debuttò giovanissimo nella squadra scaligera disputando tre campionati, dei quali due in Serie B ed uno in Serie C, totalizzando 11 presenze con 6 reti al suo attivo.
Dopo i promettenti inizi, approdò nell'Audace, squadra che all'epoca militava in Serie C. Nella stagione 1945-1946 giocò nella squadra del Suzzara, con la quale disputò il campionato misto Alta Italia Serie B-C, realizzando 4 reti in 28 gare.
Il buon campionato precedente attirò le attenzioni di club di categorie superiori, e il 22 settembre 1946 esordì in Serie A nelle file del Venezia allenato da Nereo Marini, disputando, nella prima giornata di campionato, l'incontro Bologna-Venezia (4-0).
In quella stagione, che si concluse con la retrocessione in Serie B del Venezia, Checchetti non ebbe molte occasioni per mettersi in mostra, opportunità che ebbe, invece, nel campionato successivo, durante il quale giocò 30 partite.
Fu così che il Padova, sotto la guida tecnica di Pietro Serantoni, decise di ingaggiarlo: Checchetti disputò un buon campionato durante il quale realizzò 13 reti, due delle quali al grande Torino in una gara terminata 4-4.
Nella stagione successiva non trovò sufficiente spazio nella squadra allenata dapprima dall'ungherese Béla Guttman e in seguito ancora da Serantoni, i quali lo fecero giocare 13 volte nell'arco dell'intero torneo.
A fine stagione Checchetti venne ceduto all'Atalanta di Giovanni Varglien. Giocò 17 volte e contribuì, seppure con poche reti realizzate, alla salvezza dei bergamaschi.
Al termine del campionato la carriera di Checchetti sembrava volgere al termine, lasciando i nobili palcoscenici della serie A per calcare quelli della serie C. Ma fu proprio in questo torneo che l'atleta riuscì ancora una volta a dimostrare pienamente il suo valore, disputando due buonissimi campionati con il Maglie allenato da Carlo Alberto Quario.
Nella squadra pugliese, Checchetti disputò 59 incontri contribuendo non solo alla vittoria del Maglie nel campionato di Serie C, che in seguito disputò gli spareggi per l'ammissione in Serie B, ma anche alla salvezza anticipata della squadra nella stagione 1952-1953.
Dopo l'esperienza con il Maglie, Checchetti disputò alcune stagioni in quarta serie con il Monticchio Potenza e, sempre nella stessa categoria, con il Tivoli.

## Palmarès

### Club

#### Competizioni nazionali
- Serie C: 1

Toma Maglie: 1951-1952